# Calcio ai Giochi della XXX Olimpiade
Il torneo di calcio della XXX Olimpiade è stato il venticinquesimo torneo olimpico. È stato l'unico sport ad essere iniziato prima dell'apertura ufficiale dell'Olimpiade, due giorni prima della cerimonia di apertura. I due tornei si sono tenuti a Londra e in altre città del Regno Unito dal 25 luglio all'11 agosto. Il torneo maschile ha visto la partecipazione di 16 squadre, quello femminile di 12 squadre.

## Stadi
| Capacità: 90000        | Capacità: 76212               |
| Località: Londra       | Località: Manchester          |
| Wembley 22 August 2007 | 20 August 2006                |
| Millennium Stadium     | St James' Park                |
| Capacità: 74500        | Capacità: 52387               |
| Località: Cardiff      | Località: Newcastle upon Tyne |
| 5 February 2009        | 21 August 2008                |
| Hampden Park           | City of Coventry Stadium      |
| Capacità: 52103        | Capacità: 32500               |
| Località: Glasgow      | Località: Coventry            |
|                        |                               |

## Calendario
| Calcio alla XXX Olimpiade | Calcio alla XXX Olimpiade | Calcio alla XXX Olimpiade | Calcio alla XXX Olimpiade | Calcio alla XXX Olimpiade | Calcio alla XXX Olimpiade | Calcio alla XXX Olimpiade | Calcio alla XXX Olimpiade | Calcio alla XXX Olimpiade | Calcio alla XXX Olimpiade | Calcio alla XXX Olimpiade | Calcio alla XXX Olimpiade | Calcio alla XXX Olimpiade | Calcio alla XXX Olimpiade | Calcio alla XXX Olimpiade | Calcio alla XXX Olimpiade | Calcio alla XXX Olimpiade | Calcio alla XXX Olimpiade | Calcio alla XXX Olimpiade | Calcio alla XXX Olimpiade |
|                           | 25                        | 26                        | 27                        | 28                        | 29                        | 30                        | 31                        | 1                         | 2                         | 3                         | 4                         | 5                         | 6                         | 7                         | 8                         | 9                         | 10                        | 11                        | Totale                    |
| ------------------------- | ------------------------- | ------------------------- | ------------------------- | ------------------------- | ------------------------- | ------------------------- | ------------------------- | ------------------------- | ------------------------- | ------------------------- | ------------------------- | ------------------------- | ------------------------- | ------------------------- | ------------------------- | ------------------------- | ------------------------- | ------------------------- | ------------------------- |
| Uomini                    |                           | 1°T                       |                           |                           | 1°T                       |                           |                           | 1°T                       |                           |                           | Q.                        |                           |                           | SF                        |                           |                           | 3°P                       | Finale                    | 2                         |
| Donne                     | 1°T                       |                           |                           | 1°T                       |                           |                           | 1°T                       |                           |                           | Q.                        |                           |                           | SF                        |                           |                           | 3°P / Fin.                |                           |                           | 2                         |
| Totale                    |                           |                           |                           |                           |                           |                           |                           |                           |                           |                           |                           |                           |                           |                           |                           | 1                         |                           | 1                         | 2                         |

|  | Qualificazioni |  | FINALI |

## Squadre qualificate

### Torneo maschile
| Competizione                                            | Data             | Luogo                 | n.s.q. | Qualificate                 |
| ------------------------------------------------------- | ---------------- | --------------------- | ------ | --------------------------- |
| Paese ospitante                                         | 6 luglio 2005    | —                     | 1      | Regno Unito                 |
| Qualificazioni ai Giochi della XXX Olimpiade (AFC)      | 14 marzo 2012    | Nessuna sede          | 3      | Corea del Sud Giappone UAE  |
| Campionato africano di calcio Under-23 2011             | 10 dicembre 2011 | Marocco               | 3      | Gabon Marocco Egitto        |
| Qualificazioni ai Giochi della XXX Olimpiade (CONCACAF) | 2 aprile 2012    | Stati Uniti d'America | 2      | Messico Honduras            |
| Campionato sudamericano di calcio Under-20 2011         | 12 febbraio 2011 | Perù                  | 2      | Brasile Uruguay             |
| Qualificazioni ai Giochi della XXX Olimpiade (OFC)      | 25 marzo 2012    | Nuova Zelanda         | 1      | Nuova Zelanda               |
| Campionato europeo di calcio Under-21 2011              | 25 giugno 2011   | Danimarca             | 3      | Spagna Svizzera Bielorussia |
| Spareggio AFC-CAF (Oman vs Senegal)                     | 12 aprile 2012   | Coventry, Regno Unito | 1      | Senegal                     |
| TOTALE                                                  |                  |                       | 16     |                             |

### Torneo femminile
| Competizione                                        | Data              | Luogo        | n.s.q. | Qualificate         |
| --------------------------------------------------- | ----------------- | ------------ | ------ | ------------------- |
| Paese ospitante                                     | 6 luglio 2005     | —            | 1      | Regno Unito         |
| Torneo Pre-Olimpico AFC femminile 2012              | 11 settembre 2011 | Cina         | 2      | Giappone Nord Corea |
| Torneo Pre-Olimpico CAF femminile 2012              | 22 ottobre 2011   | Nessuna sede | 2      | Sudafrica Camerun   |
| Torneo Pre-Olimpico CONCACAF femminile 2012         | 29 gennaio 2012   | Canada       | 2      | Stati Uniti Canada  |
| Campionato sudamericano femminile di calcio 2010    | 21 novembre 2010  | Ecuador      | 2      | Brasile Colombia    |
| Torneo Pre-Olimpico OFC femminile 2012              | 4 aprile 2012     | Tonga        | 1      | Nuova Zelanda       |
| UEFA (Campionato mondiale femminile di calcio 2011) | 17 luglio 2011    | Germania     | 2      | Svezia Francia      |
| TOTALE                                              |                   |              | 12     |                     |

## Torneo maschile
| Gruppo A                                                  | Gruppo B                                     | Gruppo C                                         | Gruppo D                                 |
| --------------------------------------------------------- | -------------------------------------------- | ------------------------------------------------ | ---------------------------------------- |
| - Gran Bretagna - Senegal - Emirati Arabi Uniti - Uruguay | - Messico - Corea del Sud - Gabon - Svizzera | - Brasile - Egitto - Bielorussia - Nuova Zelanda | - Spagna - Giappone - Honduras - Marocco |

## Torneo femminile
| Gruppo E                                            | Gruppo F                                 | Gruppo G                                            |
| --------------------------------------------------- | ---------------------------------------- | --------------------------------------------------- |
| - Gran Bretagna - Nuova Zelanda - Camerun - Brasile | - Giappone - Canada - Svezia - Sudafrica | - Stati Uniti - Francia - Colombia - Corea del Nord |

## Migliori marcatori

### Torneo maschile
6 reti
- Leandro Damião

5 reti
- Moussa Konaté

4 reti
- Oribe Peralta

### Torneo femminile
6 reti
- Christine Sinclair

5 reti
- Abby Wambach

4 reti
- Melissa Tancredi
- Carli Lloyd

## Premio Fair Play FIFA

### Torneo maschile
Giappone

## Podi

### Uomini
| Evento                     | Oro     | Argento | Bronzo        |
| Calcio maschile (dettagli) | Messico | Brasile | Corea del Sud |

### Donne
| Evento                      | Oro         | Argento  | Bronzo |
| Calcio femminile (dettagli) | Stati Uniti | Giappone | Canada |

## Medagliere
| Posizione | Paese         |   |   |   | Totale |
| --------- | ------------- | - | - | - | ------ |
| 1         | Stati Uniti   | 1 | 0 | 0 | 1      |
| 1         | Messico       | 1 | 0 | 0 | 1      |
| 3         | Giappone      | 0 | 1 | 0 | 1      |
| 3         | Brasile       | 0 | 1 | 0 | 1      |
| 5         | Canada        | 0 | 0 | 1 | 1      |
| 5         | Corea del Sud | 0 | 0 | 1 | 1      |
| Totale    | Totale        | 2 | 2 | 2 | 6      |